# Biserica de lemn „Sfântul Arhanghel Mihail” din Alexăndreni
Biserica de lemn „Sf. Arhanghel Mihail” este o biserică amplasată în Alexăndreni, raionul Edineț, Republica Moldova. Este un monument arhitectural de importanță națională inclus în Registrul monumentelor Republicii Moldova ocrotite de stat cu nr. 677 (raionul Edineț). Datează din 1870.